# Fabricio Fernández
Fabricio Fernández Pertusso (Rocha, 9 aprile 1993) è un calciatore uruguaiano, centrocampista del Dibba Al-Fujairah.

## Caratteristiche tecniche
È un centrocampista centrale.

## Carriera
Cresciuto nel settore giovanile del Nacional, dal 2015 al 2016 ha giocato in Belgio al Dender, collezionando 48 presenze in terza divisione.